# Корнийчук, Александр Викторович
Алекса́ндр Ви́кторович Корнийчу́к (укр. Олександр Вікторович Корнійчук) — украинский военнослужащий, майор, участник российско-украинской войны. Герой Украины (2023).   

## Биография
Александр Корнийчук проходил службу в 7-й бригаде тактической авиации. Он принимал участие в АТО и ООС.
Во время полномасштабного вторжения России в Украину, штурман-оператор Александр Корнийчук вместе с пилотом Вячеславом Ходаковским на самолёте Су-24М выполняли боевые вылеты с целью уничтожения живой силы и техники противника.
21 марта 2022 года, в районе границы между Покровским районом Днепропетровской области и Запорожским районом Запорожской области, их самолёт подвергся обстрелу из зенитно-ракетных комплексов и переносных зенитно-ракетных комплексов. Экипаж отвёл самолёт от населённого пункта, после чего Александр Корнийчук смог катапультироваться и выжить.

## Награды
- Звание «Герой Украины» с удостоением ордена «Золотая Звезда» (20 марта 2023) — за личное мужество и героизм, проявленные в защите государственного суверенитета и территориальной целостности Украины, верность военной присяге[1].
- Орден «За мужество» III степени (25 марта 2022) — за личное мужество и самоотверженные действия, проявленные в защите государственного суверенитета и территориальной целостности Украины, верность военной присяге[2].